# Marchen Passer
Marchen Passer (født 11. december 1938 i København) er en dansk skuespiller.
Hun debuterede i 1961 på film med To skøre hoveder og havde efterfølgende en række mindre roller i spillefilm. Efter Manden der tænkte ting i 1969 trak hun sig tilbage fra filmverdenen og overtog efter moderens død en antikvitetsforretning i Nyhavn.
Hun er søster til skuespillerne Dirch Passer og Kirsten Passer.

## Filmografi
- To skøre hoveder (1961)
- Alt for kvinden – (Greven på Liljenborg) (1964)
- Når enden er go' (1964)
- Dyden går amok (1966)
- Nyhavns glade gutter – (Onkel Joakims hemmelighed) (1967)
- Manden der tænkte ting (1969)

### Revyer
- A.B.C. revyerne 1961
- Helsingør-Revyen (1966)
- Nykøbing F. Revyen (1964)